# St. Lorenz (Górna Austria)
St. Lorenz, Sankt Lorenz – gmina w Austrii, w kraju związkowym Górna Austria, w powiecie Vöcklabruck. 1 stycznia 2015 liczyła 2430 mieszkańców.